# 偽装結婚
偽装結婚（ぎそうけっこん、仏: mariage blanc マリアージュ・ブラン）は、婚姻届を提出して結婚を装う行為。さまざまな目的で行われるが、先進国での在留資格取得を目的とする場合が多い。
「真正な結婚」と「偽装結婚」の境目がはっきりせず、判定が困難なこともある。

## 目的
偽装結婚が行われるケースは、目的により何種類かに類型される。
外国人が日本で働くため、ブローカー等が介在して偽装結婚させるケースがある。就労を目的として偽装結婚するケースでは、婚姻の合意があり実質的な結婚生活が伴っている場合には、結婚自体の違法性を認めることは難しいし、合法である。さらに、制限なく就労できる在留資格（永住者の配偶者等、日本人の配偶者等など）を持っている場合は、就労していること自体も合法である。
また犯罪ではないが、短期間の結婚をしてブラックリストを回避し（携帯電話等を）契約をするケースもあるという。
架空の扶養を用いて、脱税する目的、あるいは贈与税脱税のために、偽装結婚の後、更に偽装離婚をするケースがある。

### 在留資格・永住権の取得目的のもの

#### 日本
外国人が、配偶者の身分として取得できる在留資格（「日本人の配偶者等」「永住者の配偶者等」等）は、形式的及び実質的な結婚の実態があると入国管理局が認めれば許可される。そのため、現在は在留資格や在留カードを持たない人、または他の在留資格では引き続き在留できない人などが、在留資格取得のために相手に金銭を払うなどして偽装結婚の意思を示して結婚することがある。
外国人の偽装結婚の中には、在留資格を得て合法的に就労することを主目的として行うものがある。特に身分系の在留資格のうち、日本人、在留資格「永住者」、在留資格「定住者」のいずれかの配偶者としての在留資格が得られれば、時間や職種の制限なく就労できるという出入国管理及び難民認定法の規定があるためである。
なお、日本で、1995年（平成7年）における日本人との婚姻同居案件に係る入国在留審査においては1294件を不許可とし、そのうち偽装結婚であることが判明したものは325件にのぼった。不許可とした残りの案件も偽装結婚の可能性が高いと考えられる。

### 犯罪目的のもの
消費者金融では、債務者の情報が相互にやり取りされているため、偽装結婚により姓を変え、新規の債務者と思わせて信用情報をすり抜け、借金を繰り返すなどの詐欺目的のものがある。

#### 米国
米国では永住権を取得するために偽装結婚をする人がかなりいると考えられており、1980年代から摘発の強化がされ続けている。

### 同性愛者であることを隠蔽するため
同性愛が法的に犯罪として、厳しく禁じられている国家では、同性愛者は自身が同性愛者であることを隠すために偽装結婚を行うことがあった。つまり法律上の手続きや結婚式はするものの、ほとんど一緒に時間を過ごす事は無く、ただ知人の前や行事で人々の前に出る時などに、さも夫婦であるかのようなフリをするだけなのである。
特にキリスト教が大きな影響力を持っていたヨーロッパでは、1990年代半ばまで、同性愛は宗教的に絶対的なタブーとされ強く禁じられ、また法的にも禁止する法律もあり、同性愛者はそれが発覚すると社会から露骨に排除され、逮捕され監獄に入れられたり、社会的地位を失ったり、自殺に追い込まれることもあった。そのため、ヨーロッパでは、同性愛者は嫌疑をかけられるのを回避し身を護るために、しばしば偽装婚を含めた結婚を行った。

## 国別の刑事罰

### 日本
日本では「偽装結婚」という犯罪名が刑法上に存在するわけではない。（何らかの出来事をきっかけにして「明らかに結婚の実態が全く無い」などということが判明すれば、時をさかのぼって、婚姻届を役所に届出した時点の行為が、「文書偽造の罪の一種である「公正証書原本不実記載等罪（刑法157条）」にあたった」等としてあつかわれ、その後の裁判で結婚が無効となる場合が無いわけではない。当事者双方が実際に結婚する意思がないのに、外形上結婚したように装うため婚姻届を提出した、後から判明した場合に、「公務員に対し虚偽の書類によって申立てをし、公務員に不実の記載をさせた点が有罪である」などとして同罪が適用される場合もありうる。
異性間の偽装結婚は比較的時間をかければ摘発しやすい。背景として、犯罪目的、不法滞在回避の永住権目的、遺産目当てなどどの目的であろうとも、愛の無い結婚かの証拠が得やすいからである。子供が二人の間に結婚後に長期に渡っていない、子供が居ないのに不妊治療をしていない、同居期間が短期かつ理由が不自然などの不審点があるような夫婦は稀であるため、調査対象も絞りやすく、偽装結婚か否か断定がしやすい。日本において、国籍や永住権目当ての外国籍異性と金銭を対価に偽装結婚しても、発覚・検挙されるのは上記の理由から嘘の結婚であることが裏付けやすいからである。

### 米国
アメリカ合衆国移民・関税執行局（ICE）によると、偽装結婚を依頼した外国人本人やその結婚に協力した米国人は刑事追及される可能性があり、最長で5年間の懲役か罰金25万ドルに処せられる。当事者の出身国、結婚歴、年齢差によって疑わしいとみなされた場合には、配偶者それぞれの個人面接で両者の言及に食い違いがないかを調べる。偽装結婚によってグリーンカードを取得した人は、3ヶ月から1年の禁固刑、その後国外退去の処分を受けることになる。

### イギリス（イングランド&ウェールズ）
2014年3月から同性婚制度を導入したイングランドとウェールズでは犯罪組織による制度悪用が問題になっている。他の英国地域では、スコットランドでは 同年2月に同性結婚を認める法案が可決され、同年末までに施行される予定であり、北アイルランドは行政長官が同性婚法を導入するつもりはないと述べている。2014年9月22日にBBCは「Gay weddings targeted for UK citizenship（同性婚がイギリスの市民権獲得のための標的となっている）」と同年3月に施行された同性結婚制度の悪用について、報道している。イギリス内務省によると、同性結婚制度導入後に摘発数だけでも偽装結婚の数は3倍になった。ブレント区の評議会の登録国籍サービス責任者のマーク・リマーは、男性同士、女性同士どちらも同性カップルの場合でも、虚偽の同性愛者や同性結婚制度悪用者であるかを見分けるのは、異性カップルが偽装結婚した時より難しいと語っている。ジェームズ・ブローケンシャー移民・安全保障大臣は、偽の同性愛結婚に関する調査を命じている。イギリスの同性結婚関連法律では、外国籍者が欧州連合ビザを保有する者と同性結婚した場合に、英国内における滞在権と就労権の在留資格を与えられている。この制度の悪用をビジネスとしている在ロンドンのルーマニア人犯罪組織について、BBCのインド系女性記者が「偽造同性愛結婚でイギリスへの不法滞在を望む」と偽ることで潜入取材し、英国における偽造同性結婚の有様を報道している。偽造同性結婚ブローカーは、警察や移民官は「同性愛者」へ審査が甘いとし、「同性愛者だと言えばそれ以上追及されない、非常に簡単だ」と明かしている。

## 入国の拒否
米国では刑事罰となり強制送還された場合、10年間もしくは二度とアメリカには入国できないという条件が付けられる。カナダやイギリスでは軽犯罪歴があると入国が却下されることから、ある国で刑事罰によって強制送還された場合には複数国で入国不可になる。

## 偽装結婚を題材にした作品
映画
テレビドラマ
小説
- きらきらひかる

漫画
- 逃げるは恥だが役に立つ
- 婚姻届に判を捺しただけですが
- SPY×FAMILY